# Izola
Izola (wł. Isola) – miasto w południowo-zachodniej Słowenii, nad Morzem Adriatyckim, siedziba gminy Izola. 
Według stanu na dzień 1 stycznia 2016 roku liczy 11 235 mieszkańców.
Miasteczko z największym na słoweńskim wybrzeżu portem jachtowym. Liczne parki od strony morza, dodatkowo łąka rekreacyjna.

## Historia
Rodowód miejscowości sięga II wieku n.e., gdy jako port rzymski nosiła nazwę Haliaetum. W średniowieczu wspomniana pierwszy raz w 973 r. jako rybacka osada będąca własnością patriarchów Akwilei. Od 1280 do 1797 pod władzą Wenecjan, co zaznaczyło się wzrostem dobrobytu, choć w handlu północnoadriatyckim Izola nigdy nie osiągnęła istotnej pozycji. Była centrum handlu oliwkami, rybami i winem aż do XVI wieku, kiedy handel w regionie został zdominowany przez Triest. W czasach wojen napoleońskich zniszczona przez rozebranie murów miejskich i zburzenie kilku kościołów. Po I wojnie światowej znalazła się w granicach Włoch. Po II wojnie światowej część jugosłowiańskiej strefy Wolnego Terytorium Triestu, od 1954 w granicach federacyjnej Jugosławii.

## Zabytki[5]

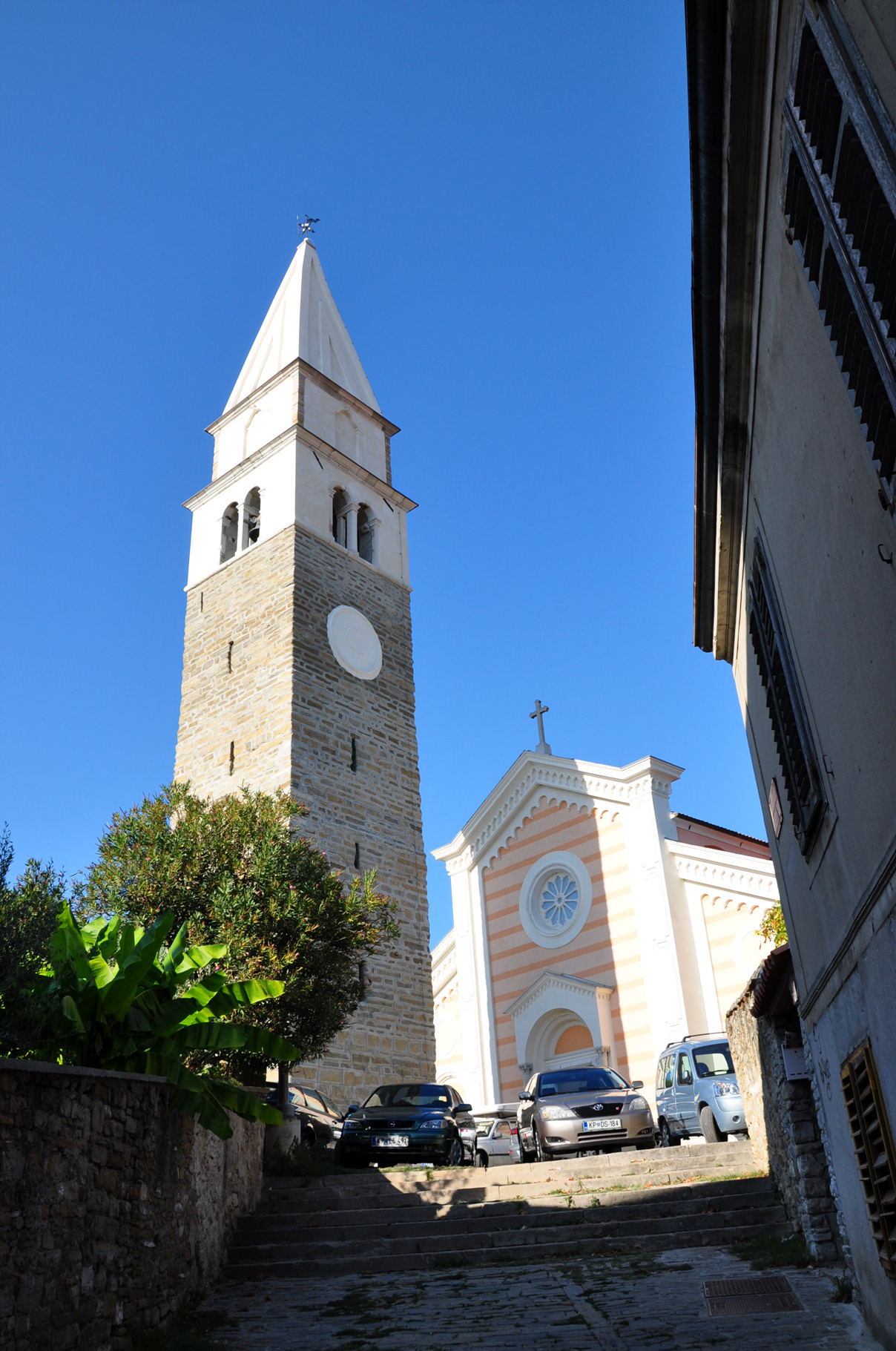
Kościół pw św. Maura z dzwonnicą

- Kościół pw. św. Maura (słoweń. župnijska cerkev Sv. Mavra) z wenecką dzwonnicą – z 1553 r., przebudowany w XIX/XX w.
- Ratusz (Mestna palača) – siedziba rady miejskiej, przebudowana w XVI wieku
- Dom Manziolich ('Manziolijeva hiša) – z 1470 r., w stylu weneckiego gotyku
- Pałac Besenghi degli Ughi (palača Besenghi degli Ughi) – rokokowy, z lat 1775-1781